# هجوم عبور الفرات 2017
هجوم عبور الفرات 2017 كان هجوماً عسكرياً شنه الجيش العربي السوري ضد تنظيم الدولة الإسلامية (داعش) في محافظة دير الزور، في أعقاب كسر حصار دام ثلاث سنوات لمدينة دير الزور. وكان لهجوم عبور الفرات، الذي قامت به القوات الحكومية، هدف آخر وهو منع قوات سوريا الديمقراطية المدعومة من الولايات المتحدة والولايات المتحدة ذاتها من التأثير على الحكومة السورية.
وتزامن الهجوم مع هجومي قوات سوريا الديمقراطية، معركة الرقة، وهجوم شمال دير الزور، فضلاً عن هجوم الحويجة في العراق.

## معلومات أساسية

### 2011–14
ووقعت احتجاجات ضد الحكومة السورية وأعمال عنف في مدينة دير الزور السورية منذ مارس 2011، ولكن القتال على نطاق واسع بدأ في أواخر نوفمبر 2011، لكي يسيطر المتمردون على الجزء الشرقي من سوريا. وبحلول نهاية عام 2013، سيطر المتمردون على معظم أنحاء الإقليم، ولم يترك سوى جيب صغير من سيطرة الحكومة في مدينة دير الزور وحولها.

### 2014–17
وفي أعقاب توسع تنظيم الدولة الإسلامية في العراق والشام في أواخر عام 2013 وأوائل عام 2014، شنت قوات تنظيم الدولة الإسلامية في العراق والشام هجوما كبيرا على المتمردين في المحافظة ومدينة دير الزور، مما دفع القوات المتمردة وحاصر القوات الحكومية في مدينة دير الزور إلى خارجها. وتمكن الجيش العربي السوري لأكثر من ثلاث سنوات من السيطرة على النصف الغربي من المدينة، في حين يسيطر تنظيم الدولة الإسلامية في العراق والشام على الجانب الشرقي بأكمله من المدينة. وخلال هذه الفترة، شن تنظيم الدولة الإسلامية في العراق والشام عدة هجمات للقبض على الأجزاء المتبقية من المدينة بمكاسب محدودة.

### صيف 2017
في 27 أغسطس، وكجزء من حملة أوسع نطاقا في وسط سوريا ضد تنظيم الدولة الإسلامية في العراق والشام، شن الجيش العربي السوري هجوما كبيرا على مدينة دير الزور في محاولة لكسر الحصار. في 3 سبتمبر، اقتحمت القوات الموالية للحكومة الخطوط الأولى للدفاع في المدينة في حوالي الساعة العاشرة مساء. وبعد ذلك بيومين، كسر الحصار. وبعد ذلك بفترة وجيزة، شنت قوات سوريا الديمقراطية هجوما على مواقع داعش شرق نهر الفرات في 8 سبتمبر، حيث أعلن مسؤولون أمريكيون وكردي أنهم لن يسمحوا للجيش العربي السوري بالنزول عبر نهر الفرات. وفي الوقت نفسه، قام الجيش العربي السوري في 10 سبتمبر بكسر الحصار المفروض على مطار دير الزور العسكري، وبعد ذلك تقدموا إلى الجنوب. وفي الوقت نفسه، أقتحمت قوات سوريا الديمقراطية في ضواحي المدينة على الجانب الآخر من الفرات واحتلت المنطقة الصناعية والطريق الرئيسي. في 11 سبتمبر، أعلن الجيش العربي السوري ووسائل الإعلام الموالية للحكومة بدء هجوم وإنزال برمائية على نهر الفرات، بدءا بتركيب الجسور العائمة والبرمائيات. وكان الإعلان في وسائل الإعلام الموالية للحكومة هو أن العملية العسكرية ستسمى بـوثبة الأسد في مناسبة عيد ميلاد الرئيس السوري بشار الأسد. وفي 15 سبتمبر، أعلنت المتحدثة باسم وزارة الخارجية الروسية ماريا زاخاروفا بدء هجوم للجيش عبر نهر الفرات، وبعد ذلك بيوم قصفت القوات الجوية الروسية مواقع لقوات سوريا الديمقراطية في شمال شرق دير الزور. وفي أماكن أخرى، شنت القوات الموالية للحكومة، بدعم من الغارات الجوية الروسية، عمليات ضد المنطقة الشمالية الغربية من مدينة دير الزور. وفي اليوم نفسه، أعلنت الحكومة السورية بدء هجوم على البوكمال، والإغلاق الكامل للحدود مع العراق.

## الهجوم
في 18 سبتمبر، عبرت القوات الموالية للحكومة نهر الفرات باستخدام جسور مؤقتة، وشنت هجوما على الضفة الشرقية لمدينة دير الزور، التي تتقدم في حدود ثلاثة أميال (5 كيلومترات) من المواقع التي تسيطر عليها قوات سوريا الديمقراطية. وفي اليوم التالي، قال الجيش السوري إن القوات الموالية للحكومة واصلت تقدمها في الضفة الشرقية للبلدة الفرات، بما في ذلك هجوم على قرية صبحة.
وفي 20 سبتمبر، اتهمت وزارة الدفاع الروسية قوات سوريا الديمقراطية التي تدعمها الولايات المتحدة بمساعدة تنظيم الدولة الإسلامية في شرق دير الزور بطرق مختلفة في محاولة لمنع الجيش السوري وقواته شبه العسكرية من الاستيلاء على المنطقة. وأشار إيغور كوناشينكوف، المتحدث باسم الوزارة، إلى أن أقوى الهجمات المضادة والقصف المدفعي لتنظيم الدولة الإسلامية في العراق والشام على جسر الجيش السوري على الضفة الشرقية لنهر الفرات جاء من الشمال حيث تحتفظ القوات الأمريكية والكردية بمواقعها، وليس من الجنوب حيث توجد معظم القوات التابعة للدولة الإسلامية. واتهم الجنرال الروسي التحالف الاميركي بارتكاب أعمال تخريبية أخرى ضد قوات الجيش السوري. ونفت الولايات المتحدة التواطؤ مع داعش.
وفي 21 سبتمبر، نشر تنظيم الدولة الإسلامية في العراق والشام شريط فيديو يظهر أنه يقوم بنشر طائرات مسلحة بدون طيار لمنع الجيش السوري من توسيع مواقعه على الساحل الشرقي من دير الزور. وفتح داعش النار على الجيش السوري، لكن الجيش لم يبلغ عن أي خسائر. في الوقت نفسه، واصل الجيش العربي السوري مسيرته على طول الساحل الشرقي لنهر الفرات، والاستيلاء على بلدة جديدة تقع بالقرب من حقول نفط العمر الاستراتيجية بعد اشتباكات عنيفة مع أعضاء داعش. وبدعم من المدفعية الثقيلة من الكتائب 113 و137 التابعة للفرقة السابعة عشرة، أفادت الفيلق الخامس للجيش العربي السوري بأنها تغلبت على مواقع داعش شرق مراط التي استولت عليها مؤخرا من أجل التقدم إلى مظلوم. وبدأت الفرقة الميكانيكية الرابعة والفيلق الخامس جنوب مظلوم باتجاه خشام.
وفي 5 أكتوبر، قامت وحدات من الفرقة المدرعة الرابعة بعبور الفرات. وفي 16 أكتوبر، استولى الجيش السوري على بلدة الحسينية في الجانب الآخر من الفرات من دير الزور بعد يوم كامل من الاشتباكات مع مقاتلي تنظيم الدولة الإسلامية في العراق والشام. في اليوم التالي، كانت بلدة جنينة أيضا تحت السيطرة.
في 18 أكتوبر، قتل اللواء عصام زهر الدين، قائد اللواء 104 المحمول جوا من الحرس الجمهوري، الذي كان يقود الجيش السوري خلال حصار دام ثلاث سنوات لدير الزور، بلغم أرضي في جزيرة صقر داخل نهر الفرات.
واستولى الجيش السوري على الأجزاء الجنوبية من منطقة دير الزور الصناعية، بما في ذلك مصنع للورق ومنطقة بناء، شمال قرية الصالحية في صباح يوم 20 أكتوبر. وفي صباح اليوم التالي، استولى الجيش السوري على مستوطنتين.

## أعقاب
بدأ الجيش السوري عملياته لاستعادة مدينة دير الزور في 17 أكتوبر، وبحلول 3 نوفمبر، استولت القوات الحكومية على المدينة بالكامل.